# Homoneura crassicauda
Homoneura crassicauda är en tvåvingeart som beskrevs av Malloch 1927. Homoneura crassicauda ingår i släktet Homoneura och familjen lövflugor. Inga underarter finns listade i Catalogue of Life.